# Überschwemmungen in Malaysia 2021/2022
Die Überschwemmungen auf Malaysia im Jahr 2021 und 2022 dauerten von Ende Dezember bis Anfang Januar.

## Verlauf

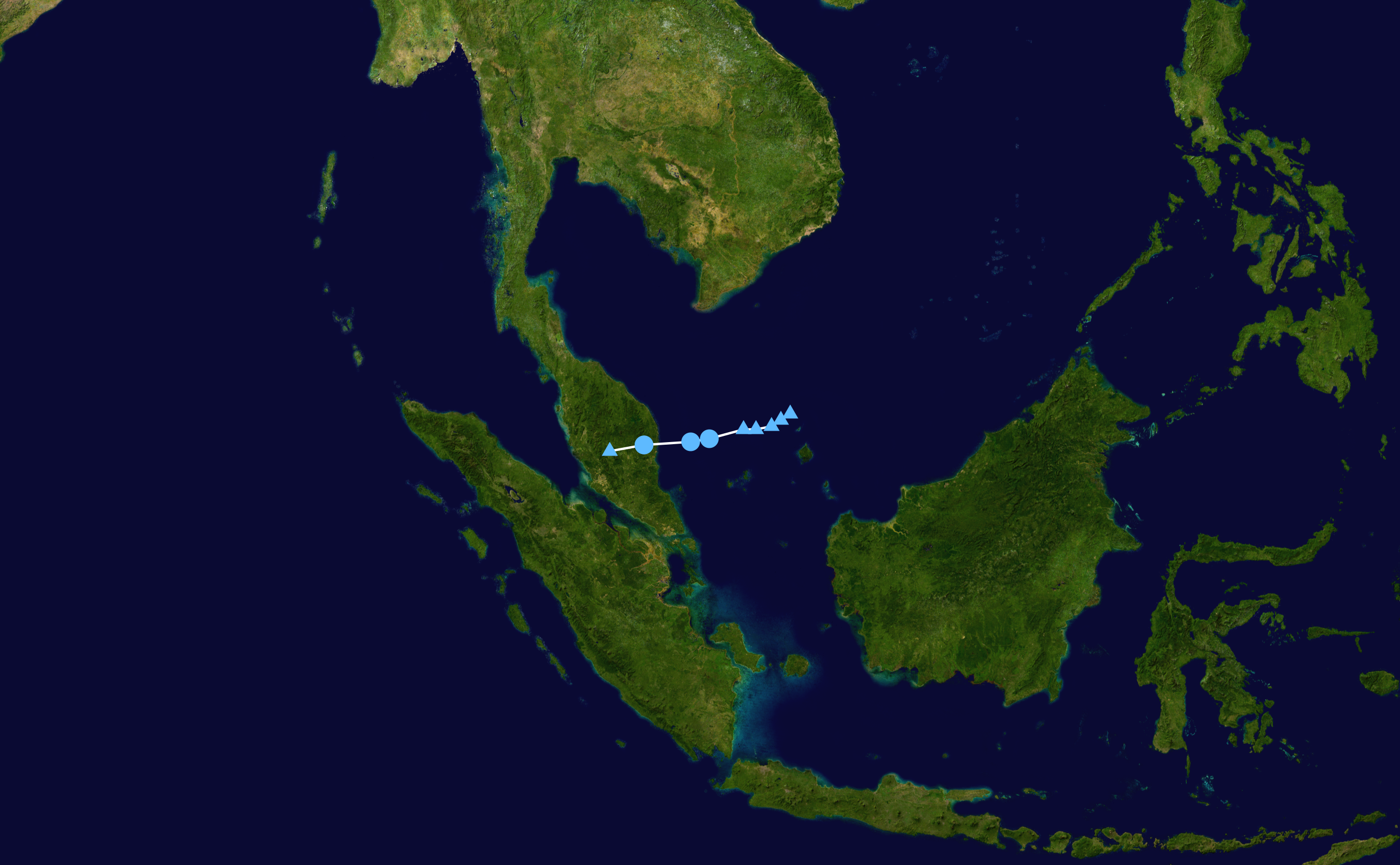
Verlauf des tropischen Tiefs

Am 14. Dezember 2021 stufte die Japan Meteorological Agency ein sich westwärts bewegendes Tiefdruckgebiet zu einem tropischen Tief auf. Jenes traf am 16. Dezember um 23:00 UTC nördlich der Stadt Kuantan in Pahang auf die Malaiische Halbinsel. Schwere Regenfälle begannen um den 17. Dezember. So wurden beispielsweise in Kuantan Niederschläge von mehr als 300 mm innerhalb von 48 Stunden gemessen. In Mersing in Johor fielen allein am 3. Januar 229,8 mm Regen.

## Folgen
In Folge der schweren Regenfälle kam es zu Überschwemmungen und Erdrutschen. Insgesamt kamen mindestens 54 Menschen ums Leben, darunter 25 in Selangor, 21 in Pahang und 4 in Kelantan. In acht der Bundesstaaten und Bundesterritorien Malaysias (Perak, Selangor, Kuala Lumpur, Kelantan, Terengganu, Pahang, Negeri Sembilan und Malakka) wurden bis zum 19. Dezember über 30.000 Menschen evakuiert, darunter rund 14.000 in Pahang. Bis 21. Dezember stieg die Zahl der Evakuierten auf rund 63.000 Personen, darunter etwa 35.000 Personen aus Pahang.

## Reaktionen
Der Generalsekretär des Ministeriums für Umwelt und Wasser Malaysias bezeichnete am 19. Dezember die schweren Regenfälle als ein Jahrhundertereignis. Die Niederschläge am 18. Dezember hätten die eines gesamten Monats überstiegen. Premierminister Ismail Sabri Yaakob kündigte erste Ausgaben von 100 Millionen Malaysischer Ringgit für Reparaturen von beschädigten Häusern und Infrastruktur nach den Überschwemmungen an.

## Galerie

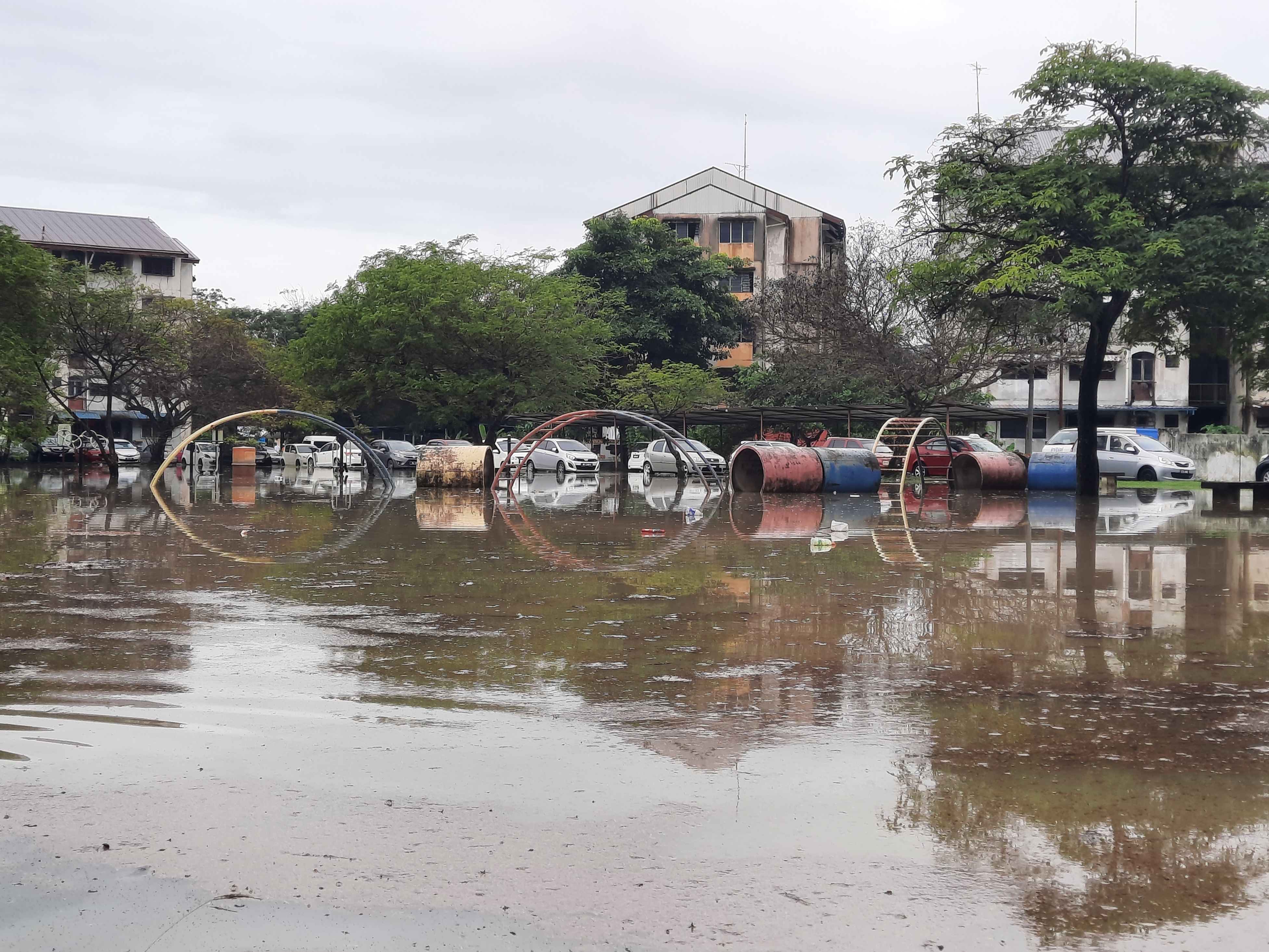
Überschwemmung in Shah Alam, 19. Dezember